# Doktrinarier

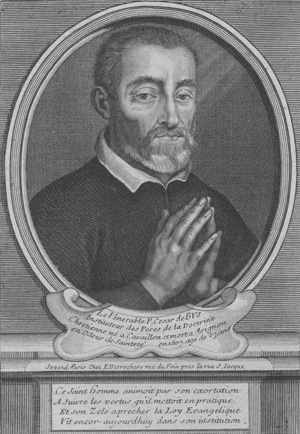
Der Ordensgründer Heiliger César de Bus

Die Doktrinarier (lat.: Congregatio Patrum doctrinae christianae, Ordenskürzel: DC), auch als Priester der christlichen Lehre bekannt, sind eine römisch-katholische Priesterkongregation. Sie wurde 1592 in Avignon von César de Bus (1544–1607 in Avignon) gegründet und widmete sich besonders der Seelsorge, der Erziehung Jugendlicher und der Erteilung von Unterricht (lat.: doctrina = Unterricht oder Wissenschaft).

## Ursprungsgeschichte
Die Doktrinarier waren zunächst eine von dem Mailänder Marco de  Sadis Cusani um 1560 in Rom gegründete Vereinigung von Priestern und Laien, die hauptsächlich Religionsunterricht erteilten. Daraus gingen die „Bruderschaft von der christlichen Lehre“ und die „Weltpriester der christlichen Lehre“ hervor. Diese beiden Organisationen schloss Papst Benedikt XIV. im Jahr 1747 mit der von César de Bus im Jahr 1592 gebildeten und 1597 von Papst Clemens VIII. bestätigten „Kongregation von der christlichen Lehre“ zusammen.

## Geschichte des Priesterordens

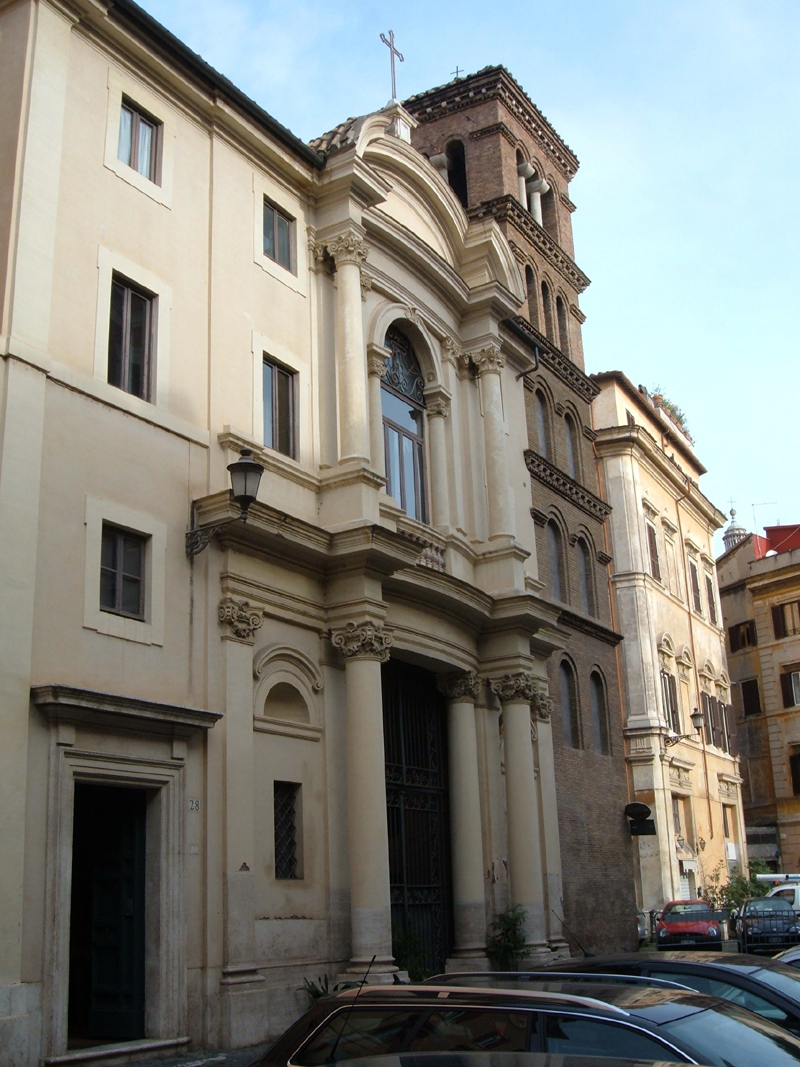
Ordenskirche Santa Maria in Monticelli

Nach einem etwas ausschweifenden Leben erfuhr César de Bus 1575 einen innerlichen Wandel und sammelte neue geistliche Erfahrungen. Seit dieser Zeit widmete er sich dem Studium der christlichen Lehre und der Verkündigung des Evangeliums. Dieses  inspirierte  ihn, eine priesterliche Vereinigung zu gründen, die sich schwerpunktmäßig der Unterrichtung und des Studiums der christlichen Lehre zuwenden sollte. Am 29. September 1592 wurde, mit mehreren  Weltpriestern, die Gründungsversammlung vollzogen. Am 23. Dezember 1597 erteilte Papst Clemens VIII. die  Approbation; bis zum Tode des Gründers (1607) war die neue Gemeinschaft auf drei Häuser in Toulouse, Brive-la-Gaillarde und Avignon aufgewachsen. Am 9. April 1616 wandelte Papst Paul V. die bisherige Vereinigung in eine Kongregation um. 1658 erteilte Papst Alexander VII. dem Orden das Schulrecht und somit die Unterrichtung in Grammatik, Rhetorik und Philosophie. Die Ordensmitglieder legten jetzt das Ordensgelübde der Armut, Keuschheit und des Gehorsams ab, somit wurde es ein Institut des geweihten Lebens. 1726 wurde ihnen von Papst Benedikt XIII. die Kirche Santa Maria in Monticelli als Hauskirche übertragen und 1747 erfolgte unter Benedikt XIV. der Zusammenschluss der „Priester und Brüder der christlichen Lehre“ zur endgültigen Kongregation „Priester der christlichen Lehre“. Zur Zeit der französischen Revolution (1789 bis 1799) war der Orden in Frankreich verboten, und seine Angehörigen wurden verfolgt. 

## Organisation
Die Priester der christlichen Lehre arbeiten heute als Lehrer und Katechesen in Brasilien, Burundi, Indien, Italien, der Schweiz und Spanien. Ihr Generalhaus hat seinen Sitz in Rom an der Kirche Santa Maria in Monticelli. Seit 2007 ist Pater Giovanni Mario Redaelli der Generalsuperior der Doktrinarier, der Luciano Mascarin nachfolgte. Die Ordensgemeinschaft verfügt (Stand Dezember 2005) über 18 Schuleinrichtungen mit 93 Ordensmitgliedern, von denen 58 das Priesteramt ausüben.

## Bekannte Doktrinarier
- César de Bus (1544–1607), Gründer der Doktrinarier
- Jacques Besombes, Moraltheologe
- José Alves da Costa DC (1939–2012), Bischof von Corumbá
- Vilson Dias de Oliveira DC (* 1958), Bischof von Limeira